# A Dallas Stars játékosainak listája
Ez a lista azokat a jégkorongozókat tartalmazza, akik legalább egy mérkőzésen pályára léptek az alapszakaszban vagy rájátszásban a Dallas Stars színeiben az 1993–1994-es NHL-szezontól számolva. A lista nem tartalmazza a jogelőd csapatokban játszott játékosokat.
| Ábécé szerinti tartalomjegyzék                      |
| --------------------------------------------------- |
| A B C D E F G H I J K L M N O P Q R S T U V W X Y Z |

## A
- Greg Adams,
- Keith Aldridge,
- Jason Arnott,
- Donald Audette,
- Alex Auld,
- Sean Avery,

## B
- Richard Bachman,
- Krys Barch,
- Matthew Barnaby,
- Stu Barnes,
- Dave Barr,
- Bob Bassen,
- Nolan Baumgartner,
- Gavin Bayreuther,
- Ed Belfour,
- Jamie Benn,
- Jordie Benn,
- Brad Berry,
- Allan Bester,
- Steve Bégin,
- Ben Bishop,
- James Black,
- Nyikolaj Borsevszkij,
- Jason Botterill,
- Joel Bouchard,
- Philippe Boucher,
- Tyler Bouck,
- Landon Bow,
- Zac Boyer,
- Neil Brady,
- Neal Broten,
- Paul Broten,
- Rob Brown,
- Benoît Brunet,
- Fabian Brunnström,
- Valerij Bure,
- Adam Burish
- Petr Buzek,

## C
- Jack Campbell,
- Guy Carbonneau,
- Connor Carrick,
- Paul Cavallini,
- Shawn Chambers,
- Alex Chiasson,
- Ryan Christie,
- Shane Churla,
- Matt Climie,
- Erik Cole,
- Blake Comeau,
- Kevin Connauton,
- Chris Conner,
- Shayne Corson,
- Patrick Côté,
- Sylvain Côté,
- Russ Courtnall,
- Adam Cracknell,
- Mike Craig,
- Brandon Crombeen,

## D
- Ulf Dahlén,
- Trevor Daley,
- Kevin Dean,
- Jason Demers,
- Jason Dickinson,
- Gerald Diduck,
- Brenden Dillon,
- Rob DiMaio,
- Ted Donato,
- Gord Donnelly,
- Mike Donnelly,
- Peter Douris,
- Jake Dowell,
- Justin Dowling,
- Aaron Downey,
- Radek Dvořák,

## E
- Cody Eakin,
- Patrick Eaves,
- Pelle Eklund,
- Remi Elie,
- Dan Ellis,
- Loui Eriksson,
- Bob Errey,
- John Erskine,
- Dean Evason,

## F
- Kelly Fairchild,
- Radek Faksa,
- Brent Fedyk,
- Todd Fedoruk,
- Taylor Fedun,
- Manny Fernandez,
- Vernon Fiddler,
- Mark Fistric,
- Maxime Fortunus,
- Iain Fraser,

## G
- Dave Gagner,
- Aaron Gagnon,
- Steve Gainey,
- Ryan Garbutt,
- Cameron Gaunce,
- Aaron Gavey,
- Brent Gilchrist,
- Ben Gleason,
- Scott Glennie,
- Alex Goligoski
- Szergej Goncsar,
- Nicklas Grossmann,
- Bill Guerin,
- Gyenisz Gurjanov,
- Szergej Guszev,

## H
- Niklas Hagman,
- Jeff Halpern,
- Dan Hamhuis,
- Joel Hanley,
- Martin Hanzal,
- Todd Harvey,
- Derian Hatcher,
- Kevin Hatcher,
- Greg Hawgood,
- Dillon Heatherington,
- Johan Hedberg,
- Miro Heiskanen,
- Sami Helenius,
- Aleš Hemský,
- Roope Hintz,
- Corey Hirsch,
- Benoit Hogue,
- Johan Holmqvist,
- Julius Honka
- Shawn Horcoff,
- Tony Hrkac,
- Bill Huard,
- Jiří Hudler,
- Anton Hudobin
- Brett Hull,
- Andrew Hutchinson,

## I
- Artūrs Irbe

## J
- Richard Jackman,
- Jaromír Jágr,
- Dan Jancevski,
- Doug Janik,
- Mattias Janmark,
- Dustin Jeffrey,
- Stephen Johns,
- Jim Johnson,
- Jussi Jokinen,
- Jyrki Jokipakka,
- Duane Joyce,

## K
- Valerij Kamenszkij,
- Niko Kapanen,
- Mike Keane,
- Dan Keczmer,
- Mike Kennedy,
- Dan Kesa,
- Trent Klatt,
- Jon Klemm,
- John Klingberg,
- Lauri Korpikoski
- Brent Krahn,

## L
- Marc LaBelle,
- Mike Lalor,
- Jamie Langenbrunner,
- Philip Larsen,
- Mark Lawrence,
- Grant Ledyard,
- Greg Leeb,
- Jere Lehtinen,
- Kari Lehtonen,
- Claude Lemieux,
- Junior Lessard,
- Alan Letang,
- Doug Lidster,
- Juha Lind,
- Anders Lindback,
- Esa Lindell,
- Perttu Lindgren,
- Eric Lindros,
- Craig Ludwig,
- Warren Luhning,
- Brad Lukowich,
- Jyrki Lumme,
- Joel Lundqvist,
- Roman Ljasenko

## M
- Lane MacDermid,
- John MacLean,
- Pat MacLeod,
- Jeff MacMillan,
- Szergej Makarov,
- Manny Malhotra,
- Dave Manson,
- Daniel Marois,
- Grant Marshall,
- Richard Matvichuk,
- Alan May,
- Randy McKay,
- Mike McKenna
- Curtis McKenzie,
- Jim McKenzie,
- Mark McNeill,
- Mike McPhee,
- Marc Methot,
- Antti Miettinen,
- Corey Millen,
- Jeff Mitchell,
- Willie Mitchell,
- Mike Modano,
- Jaroslav Modrý,
- Travis Moen,
- Jim Montgomery,
- Andy Moog,
- Gavin Morgan,
- Travis Morin,
- Brendan Morrison,
- Brenden Morrow,
- Chris Mueller,
- Kirk Muller,
- Craig Muni,
- Chris Murray

## N
- Ladislav Nagy,
- James Neal,
- Mike Needham,
- Antti Neimi,
- Patrik Nemeth,
- Joe Nieuwendyk,
- Cristopher Nihlstorp
- Janne Niinimaa,
- Matt Niskanen,
- Mattias Norström,
- Teppo Numminen,
- Valerij Nyicsuskin,
- Eric Nystrom,

## O
- Lyle Odelein,
- Johnny Oduya,
- Jamie Oleksiak,
- David Oliver,
- Steve Ott,

## P
- Adam Pardy,
- Pavel Patera,
- Greg Pateryn,
- Mark Parrish,
- Scott Pellerin,
- Nathan Perrott,
- Warren Peters,
- Róbert Petrovický,
- Rich Peverley,
- Tyler Pitlick,
- Derek Plante,
- Vojtěch Polák,
- Jamie Pushor,

## R
- Alekszandr Radulov
- Brendan Ranford,
- Dave Reid,
- Mike Ribeiro,
- Brad Richards,
- Travis Richards,
- Brett Ritchie,
- Stéphane Robidas,
- Aaron Rome,
- Antoine Roussel,
- Derek Roy,
- Martin Ručinský,
- Kris Russell,
- Michael Ryder,
- Jussi Rynnas,

## S
- Raymond Sawada,
- Colton Sceviour,
- Brandon Segal,
- Tyler Seguin,
- Lubomir Sekeras,
- Brent Severyn,
- Patrick Sharp,
- Devin Shore,
- Jonathan Sim,
- Tommy Sjödin,
- Jarrod Skalde,
- Martin Skoula,
- Kārlis Skrastiņš,
- Brian Skrudland,
- Blake Sloan,
- Derrick Smith,
- Gemel Smith,
- Mike Smith,
- Reilly Smith,
- Sheldon Souray,
- Jason Spezza,
- Garrett Stafford,
- Patrik Štefan,
- Tobias Stephan,
- Jeremy Stevenson,
- Jim Storm,
- Brian Sutherby,
- Jaroslav Svoboda,
- Don Sweeney,
- Darryl Sydor,

## T
- Chris Tancill,
- Chris Therien,
- Scott Thornton,
- Mark Tinordi,
- Mathias Tjärnqvist,
- Mike Torchia,
- Patrick Traverse,
- Ron Tugnutt,
- Marty Turco,
- Roman Turek,
- Pierre Turgeon

## V
- Rob Valicevic,
- Shaun Van Allen,
- Jarkko Varvio,
- Pat Verbeek,
- Tomas Vincour,
- Ivan Visnyovszkij,

## W
- Darcy Wakaluk,
- Tom Wandell,
- Francis Wathier,
- Ray Whitney,
- Jason Williams
- Jordan Willis,
- Landon Wilson,
- Brad Winchester,
- Randy Wood,
- Mark Wotton,
- Jeff Woywitka
- Jamie Wright

## Y
- Scott Young,

## Z
- Peter Zezel,
- Doug Zmolek,
- Szergej Zubov,